# Pervomaïsk (oblast de Louhansk)
Pour les articles homonymes, voir Pervomaïsk.
Pervomaïsk (signifiant « Premier Mai » en français, en ukrainien : Первомайськ ; en russe : Первомайск), est une ville minière de l'oblast de Louhansk, en Ukraine, et le centre administratif du raïon de Pervomaïsk. Sa population s'élevait à 38 435 habitants en 2013.

## Géographie
Pervomaïsk est située dans une région très urbanisée du Donbass, en Ukraine, à 60 km à l'ouest de Louhansk. Elle est entourée par les villes de Zolote au nord, Holoubivka à l'est, Irmino et Kadiïvka au sud, et Popasna à l'ouest. Elle est bordée à l'est par la rivière Louhan, un affluent du Donets appartenant au bassin versant du fleuve Don. Elle est assise sur le Plateau du Donets, à une altitude de 199 mètres.

## Administration
La ville de Pervomaïsk fait partie de la municipalité de Pervomaïsk (en ukrainien : Первомайська міська рада, Pervomaïs'ka mis'ka rada), qui comprend également les villes de Zolote et Hirske, ainsi que les communes urbaines de Hyjne et Tochkivka.

## Histoire
Pervomaïsk est d'abord le village d'Alexandrovka (en russe : Александровка, en ukrainien : Олександрівка, Oleksandrivka), fondé en 1765. Il fait partie de l'ouïezd de Slavianoserbsk du gouvernement d'Ekaterinoslav au début du XIXe siècle. On y découvre des gisements houillers et la mine de Petro-Marevka ouvre en 1872. De 1865 à 1920, le village s'appelle Petro-Marevka (en ukrainien : Петро-Марьевка), puis Pervomaïsk, qui reçoit le statut de ville en 1938.
Pervomaïsk est occupée par l'armée allemande du 12 juillet 1942 au 3 septembre 1943 et libérée par l'Armée rouge au cours de l'opération du Donbass.
Les mines de charbon sont privatisées par le gouvernement ukrainien en septembre 2012[réf. nécessaire].
À la mi-avril 2014, la ville passe sous le contrôle des miliciens prorusses de la république populaire de Lougansk. À partir du 28 juillet 2014, de violents combats éclatent entre séparatistes prorusses et l'armée ukrainienne pour le contrôle de la ville,. Tout au long du mois d'août, les deux parties revendiquent le contrôle sur la ville, sans que la situation exacte ne soit connue,.
Selon l'enquête du parquet néerlandais, c'est depuis les environs de Pervomaïsk que le vol MH17 de la Malaysia Airlines a été abattu par un missile russe BOUK lancé par des séparatistes prorusses.
Le 1er avril 2022, un Mi-28N de la force aérienne russe est abattu à Pervomaïsk par un tir ukrainien de Starstreak. La poutre de queue de l'hélicoptère est sectionnée lors de l'impact ; privé de son rotor de queue, l'engin entame alors une descente rapide en vrille.

## Population
| 1959    | 1970    | 1979    | 1989    | 2001    |
| ------- | ------- | ------- | ------- | ------- |
| 43 671* | 45 779* | 44 525* | 51 025* | 43 082* |

| 2009   | 2010   | 2011   | 2012   | 2013   |
| ------ | ------ | ------ | ------ | ------ |
| 39 355 | 39 105 | 38 801 | 38 640 | 38 435 |

## Économie
L'économie de Pervomaïsk repose sur l'exploitation du charbon et des usines de construction mécanique.
La société Pervomaïskougol (en russe : Первомайскуголь) exploite cinq mines :
- mine « Zolotoïe » (en russe : Золотое) ;
- mine « Gorskoïe » (en russe : Горское) ;
- mine « Karbonit » (en russe : Карбонит) ;
- mine « Tochkovskaïa » (en russe : Тошковская) ;
- mine « Pervomaïskaïa » (en russe : Первомайская).

Il existe une autre mine : « Interinvestougol » Illitch (l'ancienne mine « Menjinskaïa », en russe : Менжинская).
Deux usines de constructions mécaniques :
- ZAO Pervomaïski mekhanitcheski zavod (en russe : ЗАО Первомайский механический завод) ;
- OAO Pervomaïski elektromekhanitcheski zavod imeni Karla Marksa (en russe : ОАО Первомайский электромеханический завод им. Карла Маркса).

## Transports
Pervomaïsk se trouve à 120 km de Louhansk par le chemin de fer et à 78 km par la route.